# Spark (Gattung)
Der Spark, Spörgel oder Spergel (Spergula) ist eine Pflanzengattung innerhalb der Nelkengewächse (Caryophyllaceae).

## Beschreibung

### Vegetative Merkmale
Spergula-Arten sind meist einjährige oder einjährig überwinternde Pflanzen, selten ausdauernde krautige Pflanzen. Die Pflanzenteile sind kahl oder mit Drüsenhaaren besetzt. Die Stängel wachsen aufsteigend oder häufig niederliegend und sind vom Grund her stark verzweigt.
Die LaubbBlätter stehen in vielblättrigen Scheinquirlen. Die Scheinquirle entstehen dadurch, dass an den beiden Seiten eines Knotens kurze, beblätterte Seitensprosse entspringen, die den Eindruck von Blattbüscheln, Quirlen erwecken. Die Blattspreite ist linealisch-pfriemlich. Die Nebenblätter sind klein, trockenhäutig bis hinfällig. 

### Generative Merkmale
Die Blütenstände sind lockere, endständige Dichasien. Die Blüten sind deutlich gestielt. Der Blütenstiel ist nach der Anthese herabgeschlagen, richtet sich zur Fruchtreife wieder auf.
Die zwittrigen Blüten sind fünfzählig und besitzen eine doppelte Blütenhülle. Die fünf Kelchblätter sind nicht verwachsen und grün mit einem eher breiten weißen Hautrand. Die fünf Kronblätter sind ganzrandig und weiß. Es gibt einen oder zwei Kreise mit je fünf Staubblättern. Meist fünf, selten drei Fruchtblätter sind zu einem einkammerigen Fruchtknoten verwachsen.
Die Kapselfrüchte sind eiförmig oder annähernd kugelig und springen mit selten drei bis, meist fünf Fruchtklappen auf. Die Samen sind häufig geflügelt.

## Ökologie
Die Blüten sind in der Regel homogam, seltener proterogyn. Die Bestäubung erfolgt durch Insekten (Entomogamie) oder durch Selbstbestäubung; letzteres besonders bei Schlechtwetter, wenn die Blüten geschlossen bleiben. Die Ausbreitung der Samen erfolgt durch den Wind (Anemochorie).

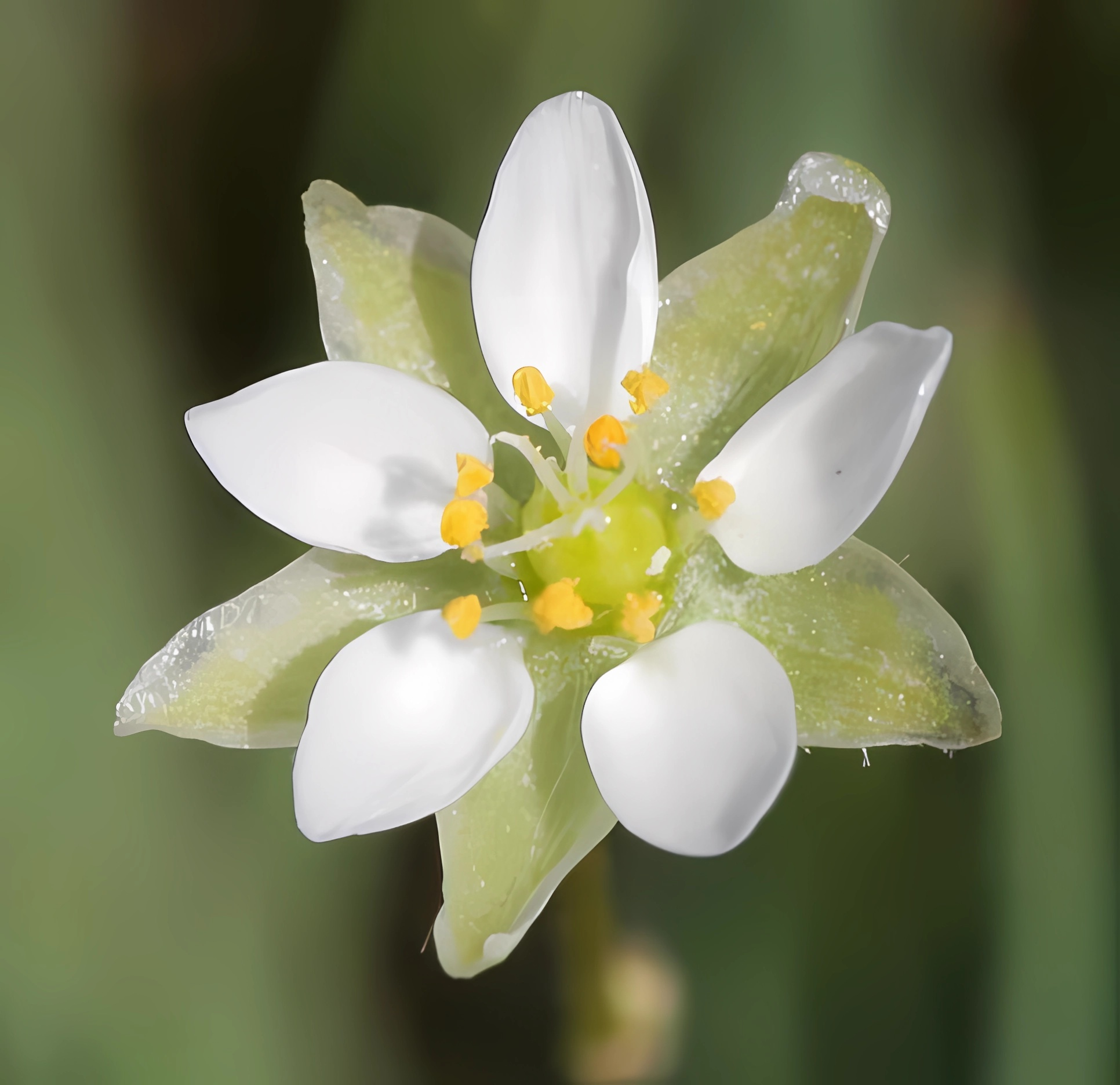
Blüte des Frühlings-Spark (Spergula morisonii)

## Systematik
Die Gattung Spergula wurde 1753 durch Carl von Linné in Species Plantarum, Tomus I, Seite 440 aufgestellt. Typusart ist Spergula arvensis L.
Die Gattung Spergula gehört zur Tribus Polycarpeae in der Unterfamilie Paronychioideae innerhalb der Familie Caryophyllaceae.
In der Gattung  Spergula gibt es in Europa und dem Mittelmeerraum sechs Arten:
- Acker-Spark (Spergula arvensis L.)[2][4]
- Spergula fallax (Lowe) E.H.L.Krause: Sie kommt in Südeuropa, Nordafrika und Vorderasien vor.[2]
- Frühlings-Spark (Spergula morisonii Boreau)[2][4]
- Fünfmänniger Spark (Spergula pentandra L.)[2][4]
- Spergula viscosa Lag.: Die zwei Unterarten kommen nur in Nordspanien vor.[2][5]:
  - Spergula viscosa subsp. pourretii M.Laínz
  - Spergula viscosa subsp. viscosa

Nicht mehr zu dieser Gattung Spergula wird gerechnet:
- Spergula seminulifera (Hy) Maire → Spergularia marina (L.) Besser

Der Gattungsname Spergula wurde von Linné von dem vorlinnéischen Namen von Spergula arvensis, „Alsine Spergula dicta major“, auf die Gattung übertragen.

## Belege
- Siegmund Seybold (Hrsg.): Schmeil-Fitschen interaktiv (CD-Rom), Quelle & Meyer, Wiebelsheim 2001/2002, ISBN 3-494-01327-6.